# CGB Laboratoriet

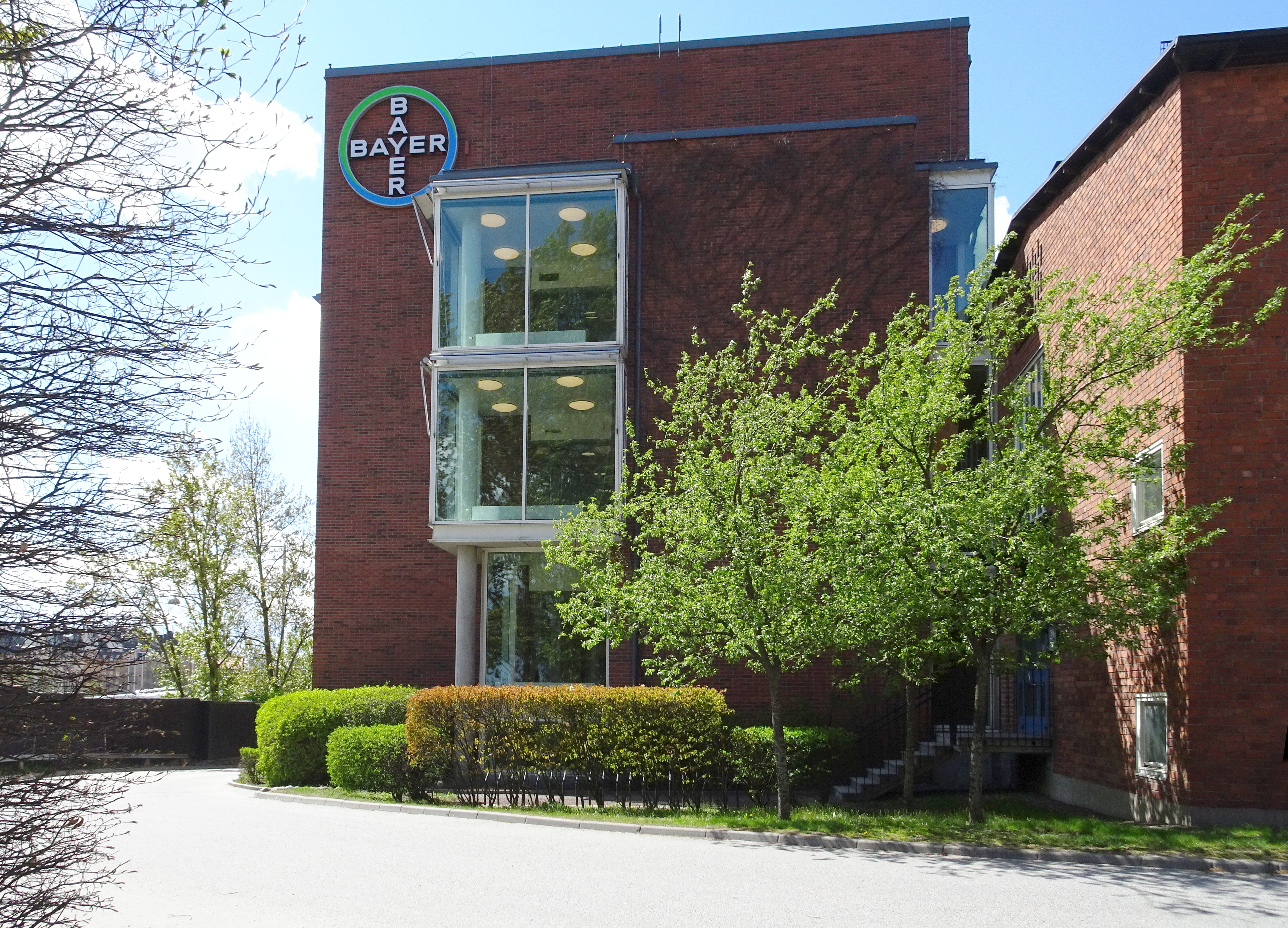
Bayerhusets gavel mot norr, maj 2019.

CGB Laboratoriet (även kallat Bayerhuset) är en laboratorie- och kontorsbyggnad vid Berzelius väg 35 på Campus Solna. Byggnaden stod färdig 2001 och ägs av Akademiska Hus. CGB står för "Centrum för Genomik och Bioinformatik". Sedan maj 2019 har det tyska läkemedelsföretaget Bayer AG sitt svenska huvudkontor i byggnaden.

## Beskrivning

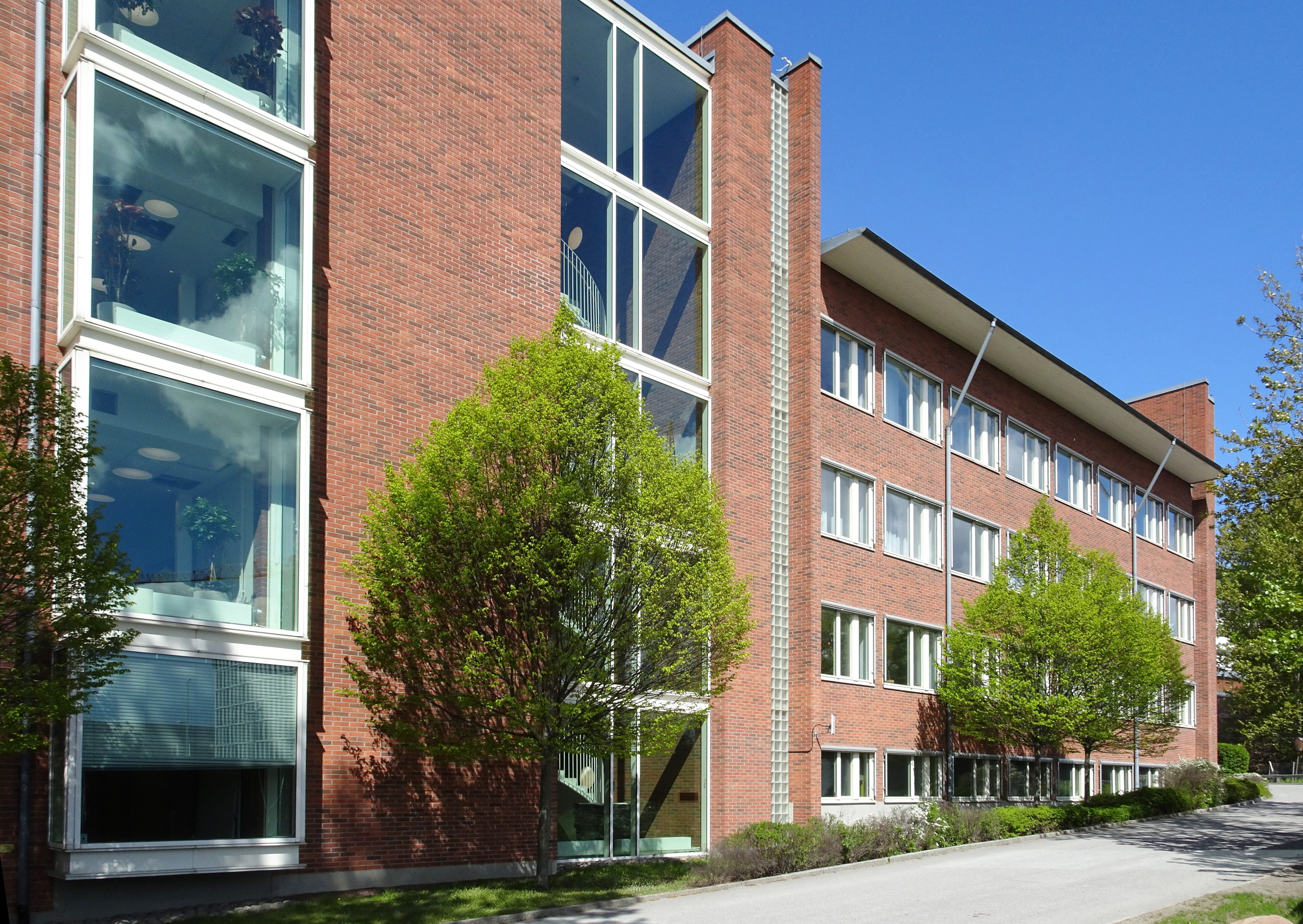
Hus A till vänster, hus B till höger, däremellan huvudtrappan, maj 2019.

CGB Laboratoriet uppfördes under Campus Solnas andra utbyggnadsfas och stod färdigt 2001. Laboratoriet ritades för Karolinska Institutet av Bjurström & Brodin arkitektkontor. Samma arkitektkontor hade innan dess även stått för utformningen av Scheelelaboratoriet (färdigt 1997) och Retziuslaboratoriet (färdigt 2001). 
För CGB Laboratoriet tillämpades samma flexibla koncept som för Scheelelaboratoriet och Retziuslaboratoriet vilket kom att kallas Scheelemodellen. Det innebär att laboratorierna koncipierades flexibla och anpassningsbara till skiftande behov. Även för CGB Laboratoriet var det viktigt att exteriören skulle smälta väl in i den arkitektoniskt känsliga miljö som domineras av röda tegelhus ritade på 1940- och 1950-talen av arkitekt Ture Ryberg.
Komplexet består av två vinkelställda huskroppar benämnda hus A och hus B som båda har fem plan (inklusive källarvåning) med en sammanlagd verksamhetsyta av 3 400 m², därav disponerar Bayer AG 2 670 m². Mellan hus A och B ligger det gemensamma huvudtrapphuset. På gavlarna finns trapphus för nödutrymning. Verksamheten bedrivs huvudsakligen på plan 3 och 4 medan plan 2 (entrén) innehåller reception, konferensavdelning och lunchrum.